# Six Degrees: Could Change the World
Six Degrees: Could Change the World (Sześć stopni: może zmienić świat) to amerykański film dokumentalny, nakręcony przez National Geographic Channel, który przedstawia efekty wzrostu temperatury o każdy kolejny stopień, od 1 do 6. Film powstał w 2008 we współpracy z Markiem Lynasem, autorem książki Six Degrees: Our Future on a Hotter Planet, który także występuje w tym programie. Premiera miała miejsce 10 lutego 2008 roku.

## Opis filmu
Six Degrees: Could Change the World składa się z sześciu rozdziałów odpowiadającym wzrostowi temperatury o każdy kolejny stopień. W opisie zmian dla każdej z tych wartości przedstawione są w postaci multimedialnego pokazu, zmiany klimatyczne i efekty tych zmian. W filmie przedstawione są wypowiedzi naukowców, a do każdej z wartości temperatury globalnej dołączony jest komentarz Marka Lynasa.

## Fabuła
Film dokumentalny opowiada o zmianach klimatu na Ziemi, wywołanych przez globalne ocieplenie. Film Six Degrees jest analizą skutków, jakie może przynieść wzrost temperatury globalnej o każdy stopień Celsjusza od 1 do 6, spowodowany emisją dwutlenku węgla i innych gazów cieplarnianych do atmosfery.
Podniesienie się temperatury przyniesie następujące zmiany, jakie są przedstawione z filmie:
- Wzrost temperatury o jeden stopień Celsjusza – poziom oceanów podniesie się zagrażając atolom koralowym takim jak np. Tuvalu, czy Malediwy. Proces pustynnienia Teksasu i związane z tym zjawisko Dust Bowl spowoduje porzucenie tychże terenów przez mieszkających tam farmerów. Huragany będą nawiedzać południową część Atlantyku, atakując wybrzeże Brazylii. Rozpocznie się proces zamierania raf koralowych.
- Wzrost temperatury o dwa stopnie Celsjusza – susze w północnych Chinach spowodują kryzys wodny. Chiny mogą wdrożyć w życie projekt zmiany biegu Brahmaputry, doprowadzając do napiętej sytuacji politycznej z Indiami. Pożary lasów w Kanadzie, związane z ociepleniem się tego regionu, spowodują dalszą emisję dwutlenku węgla do atmosfery. Nastąpi wzmożony proces topnienia lodowców, głównie na Grenlandii i zmniejszanie się czapy lodowej na Arktyce. Pojawią się duże ilości szkodników w regionach, w których wcześniej nie występowały. Nastąpi wzrost kwasowości oceanów spowodowany przez większą ilość dwutlenku węgla w atmosferze.
- Wzrost temperatury o trzy stopnie Celsjusza – może dojść do kryzysu żywnościowego w wielu krajach świata m.in. w Pakistanie. Powodem będą liczne susze i powodzie. Topniejące lodowce w Himalajach będą wywoływać powodzie m.in. w Pakistanie. W USA, głównie w Kalifornii, będą panować długotrwałe susze. Władze stanu Kalifornia mogą wtedy wprowadzić m.in. bardzo surowe kary finansowe dla osób podlewających przydomowe ogródki. Kontynuowany będzie dalszy spadek powierzchni pokrywy lodowej Arktyki i zanik pływającego lodu w tym regionie, co umożliwi żeglugę morską po Oceanie Arktycznym. Wystąpią wielkie pożary lasów w Amazonii, spowodowane suszą w tym regionie i spadkiem wilgotności. Fale upałów będą nawiedzały południową Europę, czego przyczyną będą masowe migracje ludności do północnej części kontynentu. Dojdzie do wzrostu mocy El-Niño. Silne sztormy na Atlantyku i huragany, będą mogły docierać do zachodniego wybrzeża Europy. Znaczne tereny Afryki będą nawiedzały katastrofalne susze, gdzie tysiące ludzi może zginąć z głodu.
- Wzrost temperatury o cztery stopnie Celsjusza – dalszy proces topnienia lodowców, a także czapy lodowej na Antarktydzie spowoduje znaczny wzrost poziomu oceanów i mórz. Zatopione zostaną: Bangladesz, Wenecja i delta Nilu. Nastąpi przesunięcie się stref klimatycznych, a dokładniej rozszerzanie się strefy ciepłych klimatów. Większość północnej Europy dostanie się pod wpływ klimatu podzwrotnikowego, m.in. południowe wybrzeża Skandynawii będą cechowały się klimatem takim, jaki obecnie panuje na Lazurowym Wybrzeżu. Nastąpi rozmarznięcie wiecznej zmarzliny na Syberii, w wyniku czego powstanie największy na świecie system bagien. Emitowany będzie przy tym metan, przez co efekt globalnego ocieplenia będzie mógł napędzać się już sam (nawet jeśli ludzie przestaliby emitować do atmosfery gazy cieplarniane).
- Wzrost temperatury o pięć stopni Celsjusza – cała Ziemia zostanie dotknięta poważnymi zmianami klimatu, jego destabilizacją i licznymi klęskami żywiołowymi. Ziemię będą nawiedzać masowe susze i upały. Obszar pustyń rozszerzy się, m.in. pochłonięty zostanie Pekin. Pustynne tereny obejmą także Ameryką Północną, Wschodnią i Środkową Afrykę. Zmiany w atmosferze, czy zostanie zwiększona ilość dwutlenku węgla, a także metanu, który emitują bagna na Syberii i klatraty metanu (dojdzie do ich destabilizacji). Pojawią się hiperkany (masywne huragany o dużej mocy), ze względu na znaczne ogrzanie się oceanów. W wyniku katastrof klimatycznych, ludzka cywilizacja może znaleźć się na granicy upadku. Będzie to związane przede wszystkim z masowym pustynnieniem wielu regionów Ziemi i coraz trudniejszą produkcją żywności i pozyskiwaniem wody. Na tym etapie może dochodzić do konfliktów pomiędzy wieloma krajami i spadek ludzkiej populacji. Rządy wielu krajów mogą upaść, może dojść do anarchii, szczególnie w krajach rozwijanych się, w tym w Polsce.
- Wzrost temperatury o sześć stopni Celsjusza – nastąpi załamanie się cyklu węglowego i zmiany w składzie atmosfery, innymi słowy atmosfera z roku na rok będzie stawać się niezdatna do oddychania. Do atmosfery emitowany będzie także siarkowodór, gdyż rozmnażać się będą bakterie siarkowe. Na tym etapie zapoczątkowany zostanie proces masowego wymierania. W tym czasie znaczne obszary Ziemi pokryte będą pustyniami i innymi obszarami pozbawionymi szaty roślinnej. Także oceany zostaną pozbawione życia (anoksja oceaniczna), co wywoła wielkie wymieranie na lądzie, które dotknie także ludzi: brak żywności, wody zdatnej do picia i zmiany w składzie atmosfery. Powtórzy się sytuacja z permu (250 mln lat temu) z tą różnicą, że wymieranie spowoduje ludzka cywilizacja.

Wyżej opisane zmiany dotyczą przede wszystkim naturalnych procesów, które zajdą, gdy będzie wzrastać temperatura na Ziemi. Zmiany zaś dotyczące np. chaosu na świecie, wojen mogą dojść, ale nie muszą. Film ten, jak i strona National Geographic przedstawiają przypuszczalne wydarzenia jeśli chodzi o poczynania ludzi w wyniku zmian klimatu, a należą do nich:
- wojna rosyjsko-chińska,
- niekontrolowane fale emigracji,
- ucieczka ludności do chłodniejszych regionów Ziemi np. na Półwysep Antarktyczny,
- surowe grzywny dla osób używających wody do podlewania ogródków w trakcie długotrwałej suszy,
- zamknięcie granicy indyjsko-pakistańskiej i zabijanie uchodźców przez żołnierzy indyjskich, pilnujących granicy indyjskiej,
- zmiana biegu Brahmaputry przez Chiny,
- próby uprawi ziemi na Syberii (syberyjskie gleby cechują się małą przydatnością dla rolnictwa),
- chaos, anarchia na Ziemi,
- kryzys żywnościowy, szczególnie w południowej części Azji,
- próby utrzymania cywilizacji w krajach rozwiniętych na wysokim poziomie i związana z tym dalsza emisja gazów cieplarnianych,
- próby ratowania ludzkiego gatunku poprzez budowę tzw. Enklaw.